# Penelope Barker

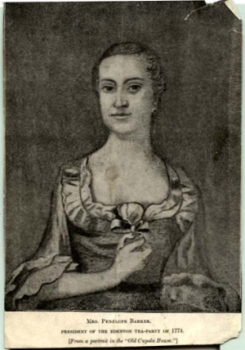
Penelope Barker, Druck im Cupola House, Edenton, NC, ca. 1776

Penelope Barker, geborene Pagett (* 17. Juni 1728 in Edenton, North Carolina; † 1796 ebenda) war eine Aktivistin der Amerikanischen Revolution, die einen Boykott britischer Waren organisierte, der unter dem Namen Edenton Tea Party überkommen ist.

## Leben
Penelope Barker wurde als eine von drei Töchtern von Samuel Padgett, einem Arzt, und Elizabeth Blount geboren. Barker überlebte viele ihrer Familienmitglieder und auch ihre drei Ehegatten. Ihr Vater und ihre Schwester Elizabeth starben nacheinander, so dass sie die Kinder von Elizabeth aufziehen musste. Im jungen Alter von 17 Jahren heiratete Barker 1745 auch den Mann ihrer verstorbenen Schwester, John Hodgson. Nur zwei Jahre später starb Hodgson und ließ sie mit zwei eigenen Söhnen und den drei Kindern ihrer Schwester zurück. 1751 heiratete Barker erneut den wohlhabenden James Craven, der ein Pflanzer und Bauer war. Als er 1755 starb, erbte sie seinen gesamten Besitz und wurde die reichste Frau in der Province of North Carolina. Zum dritten und letzten Mal heiratete sie Thomas Barker, einen Anwalt in Edenton, der 16 Jahre älter war als sie. Sie hatten drei Kinder, die aber alle vor dem ersten Geburtstag starben. Thomas Barker segelte viele Male als Vertreter für die Province of North Carolina nach England. Bei einer Reise in 1761 konnte aufgrund der britischen Blockade amerikanischer Schiffe über fünfzehn Jahre nicht zurückkehren. In dieser Zeit verwaltete Barker die Ländereien und das Haus. Thomas kehrte erst 1778 zurück. Im Jahr 1782 bauten er und seine Frau ein Haus, das heute als Barker House bekannt ist. Barker überlebte ihren Mann um sieben Jahre und starb 1796. Sie und ihr Mann sind nebeneinander auf dem Friedhof der Familie von Samuel Johnston auf der Hayes Plantation in der Nähe von Edenton begraben.

## Edenton Tea Party

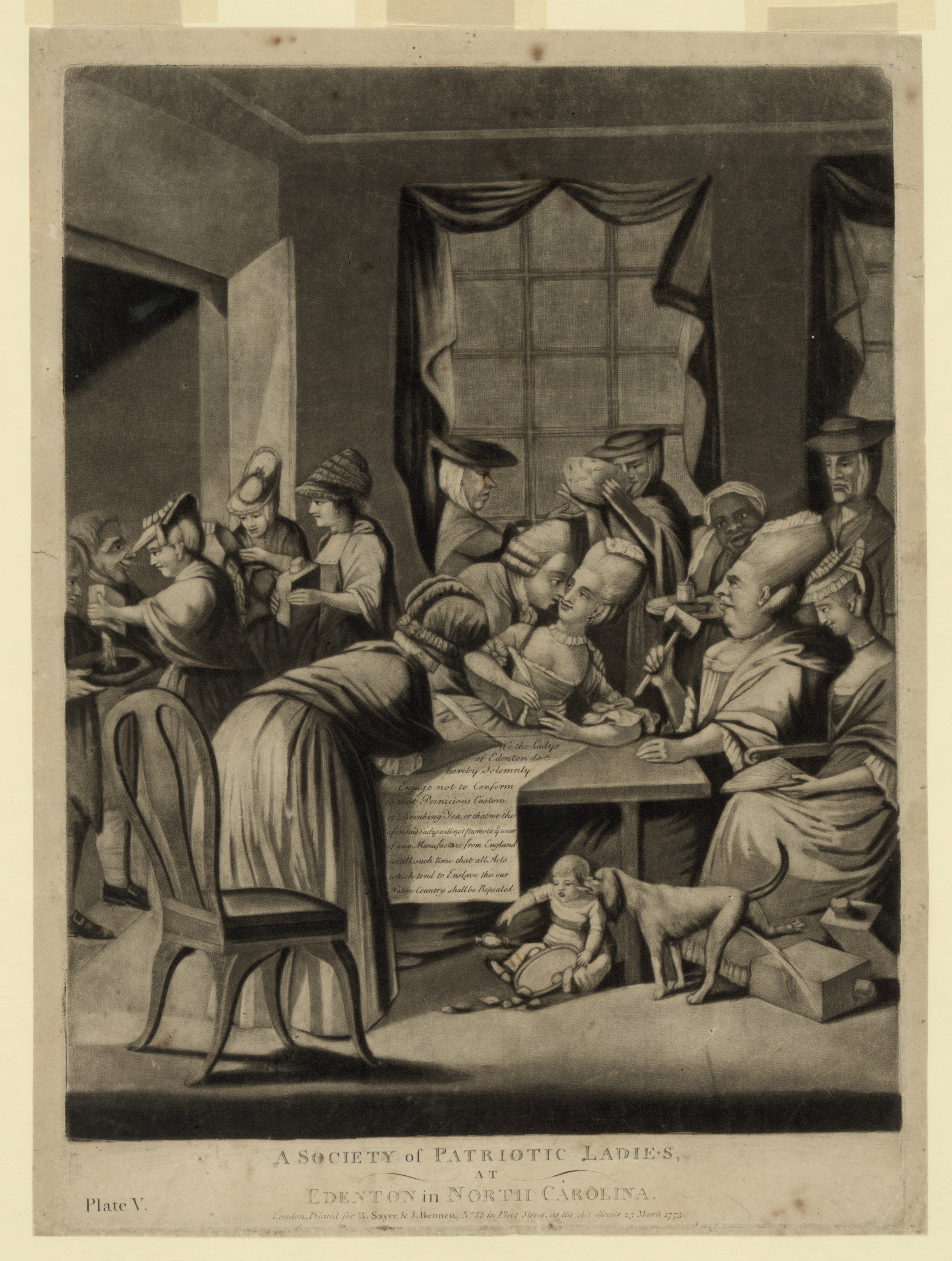
A society of patriotic ladies, at Edenton in North Carolina, ein politisch-satirischer Cartoon von Philip Dawe, R. Sayer & J. Bennett: London 25. März 1775

Nach dem Vorbild der berühmten Boston Tea Party entstanden andere „Tea Parties“. Frauen auf den traditionellen Treffen „zum Tee“ diskutierten dort auch über den Boykott von britischem Tee und Stoffen.
Zehn Monate nach der Boston Tea Party organisierte Barker ein solches Treffen in North Carolina. Sie schrieb eine Erklärung für die Edenton Tea Party, in der sie einen Boykott der britischen Waren vorschlug. Am 25. Oktober 1774 fand das Treffen von Unterstützerinnen im Haus von Elizabeth King statt. Auf dem Treffen oder auch durch Einzelbesuche von Barker unterzeichneten am Ende 51 Frauen die Petition. Darin hieß es:

„As we cannot be indifferent on any occasion that appears nearly to affect the peace and happiness of our country, and as it has been thought necessary, for the public good, to enter into several particular resolves by a meeting of Members deputed from the whole Province, it is a duty which we owe, not only to our near and dear connections who have concurred in them, but to ourselves who are essentially interested in their welfare, to do everything as far as lies in our power to testify our sincere adherence to the same; and we do therefore accordingly subscribe this paper, as a witness of our fixed intention and solemn determination to do so. […] We, the aforesaid Ladys will not promote ye wear of any manufacturer from England until such time that all acts which tend to enslave our Native country shall be repealed.“

„Da wir keinesfalls gleichgültig sein können, wenn es um den Frieden und das Glück unseres Landes geht, und da es für das öffentliche Wohl als notwendig erachtet wurde, mehrere besondere Beschlüsse einer Versammlung von Abgeordneten aus der ganzen Provinz zu fassen, ist es eine Pflicht, die wir nicht nur unseren nahen und lieben Verwandten schulden, die diesen Beschlüssen zugestimmt haben, sondern auch uns selbst, die wir wesentlich an ihrem Wohlergehen interessiert sind, alles zu tun, was in unserer Macht steht, um unsere aufrichtige Zustimmung zu denselben zu bezeugen; und wir unterzeichnen daher dieses Papier als Zeugnis unserer festen Absicht und feierlichen Entschlossenheit, dies zu tun […] Wir, die oben genannten Damen, werden das Tragen von Kleidung englischer Fabrikanten nicht fördern, bis alle Gesetze, die zur Versklavung unserer Einwohner führen, aufgehoben sind.“

Die Nachricht über die Edenton Tea Party erreicht auch London und dort öffentliche Aufmerksamkeit. Wohl auch, weil es eine nur von Frauen gezeichnete Erklärung war, denn eine politische Karikatur, die in London verbreitet und veröffentlicht wurde, porträtiert die Frauen als schlechte Mütter mit lockerer Moral und enthält offenkundig frauenfeindlichen Spott.

## Nachleben
Das Haus der Familie Barker beherbergt heute als Penelope Barker Welcome Center die Edenton Historical Commission und stellt Penelope Barker und die Edenton Tea Party neben anderen historischen Personen und Artefakt der Stadt vor. Die städtische Tourismus bezieht sich prominent auf diesen Teil der Edenton-Geschichte. Penelope Barker findet sich als Beispiel für den Beitrag der Frauen in der Amerikanischen Revolution auch im Schulkanon für North Carolinas Geschichte, in populärer Geschichtsschreibung oder Kinderbüchern.
Judy Chicago widmete Penelope Barker eine Inschrift auf den dreieckigen Bodenfliesen des Heritage Floor ihrer 1974 bis 1979 entstandenen Installation The Dinner Party. Die mit dem Namen Penelope Barker beschrifteten Porzellanfliesen sind dem Platz mit dem Gedeck für Anne Hutchinson zugeordnet.